# Jewgeni Romanowitsch Grischin

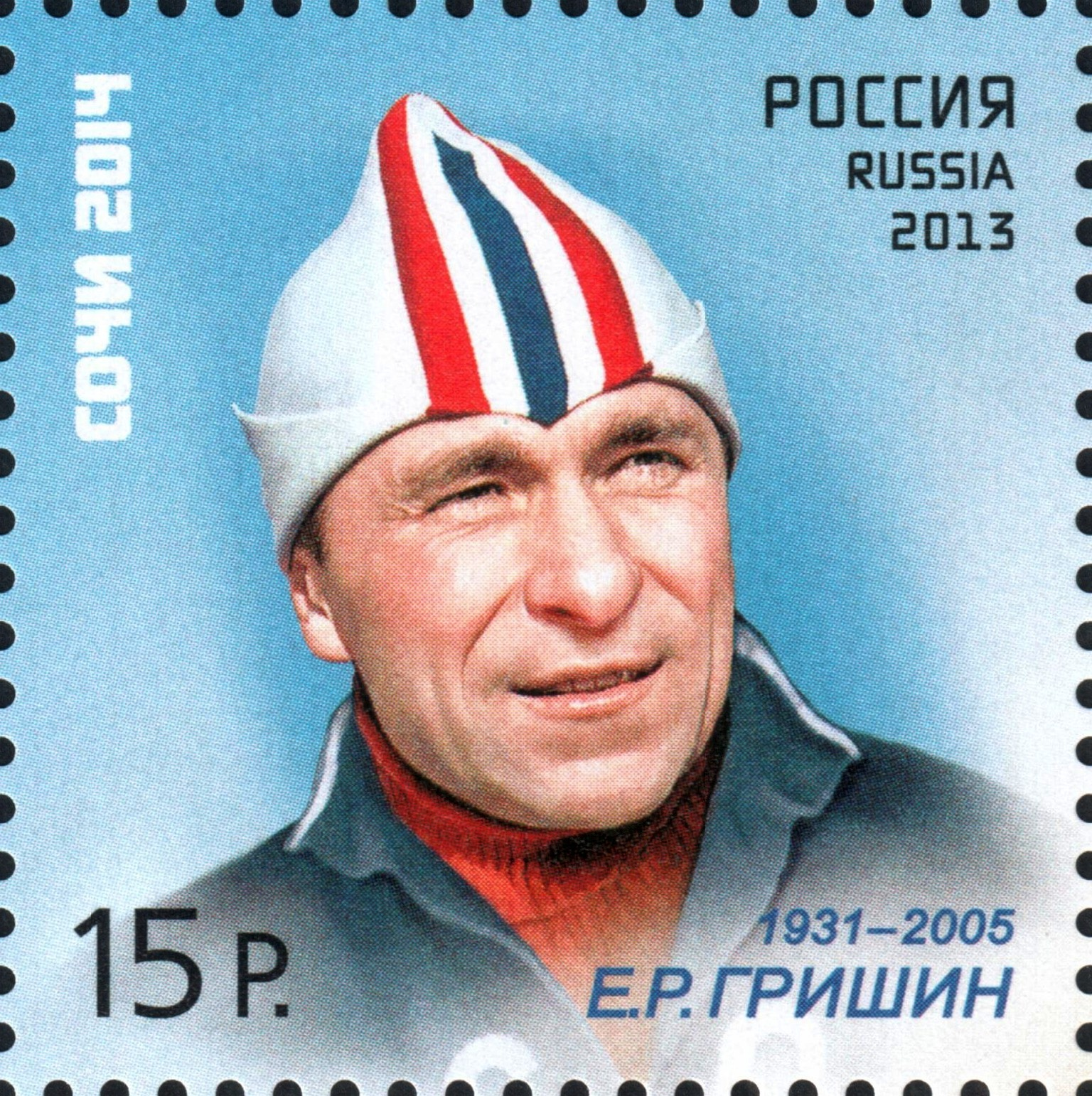
Porträtbild

Jewgeni Romanowitsch Grischin (russisch Евгений Романович Гришин; * 23. März 1931 in Tula; † 9. Juli 2005 in Moskau) war ein sowjetischer Eisschnellläufer.
Bei den Olympischen Spielen 1956 in Cortina d’Ampezzo stellte er bei seinen Siegen über 500 m (40,2 Sekunden) und 1500 m (2:08,6 Minuten) jeweils Weltrekorde auf. 1960 bei den Olympischen Winterspielen in Squaw Valley gewann Grischin auf diesen beiden Distanzen erneut Gold, musste sich die Medaille über 1500 m allerdings mit dem zeitgleichen Norweger Roald Aas teilen. Schon 1956 musste er sich den Sieg über diese Strecke mit seinem Landsmann Juri Michailow teilen und erreichte damit ein bis heute gültiges Novum bei Olympischen Winterspielen in einer Einzelsportart. Bei den Olympischen Spielen 1964 in Innsbruck gewann Grischin die Silbermedaille über 500 m. 1968 in Grenoble erreichte er zum Abschluss seiner Karriere fast 37-jährig noch einen vierten Platz über 500 m. 1956 wurde er Europameister im Vierkampf.
Vier seiner insgesamt sieben Weltrekorde stellte Jewgeni Grischin über die 500-m-Strecke auf. Er hielt die Bestleistung über 12 Jahre (1956–1968). Er war der erste Läufer, der über 500 m die 40-Sekunden-Marke unterbieten konnte. Seine am 28. Februar 1960 in Squaw Valley gelaufene Rekordzeit von 39,6 Sekunden war jedoch nicht als Weltrekord anerkannt worden. Erst Ende Januar 1963 erzielte er auf der Bahn von Medeo im kasachischen Alma-Ata mit einer Zeit von 39,5 Sekunden einen Weltrekord, der vom Weltverband ISU auch offiziell bestätigt wurde. Dieser hatte bis 1968 Bestand als er von Erhard Keller unterboten wurde. Von 1955 bis 1967 hielt Grischin auch den Weltrekord über 1000 m (1:22,8 Minuten). Auf dieser Strecke löste ihn Ard Schenk als Weltrekordhalter ab. 2 weitere Weltrekorde erzielte er über 1500 m.